# 바흐강 (슬로바키아)

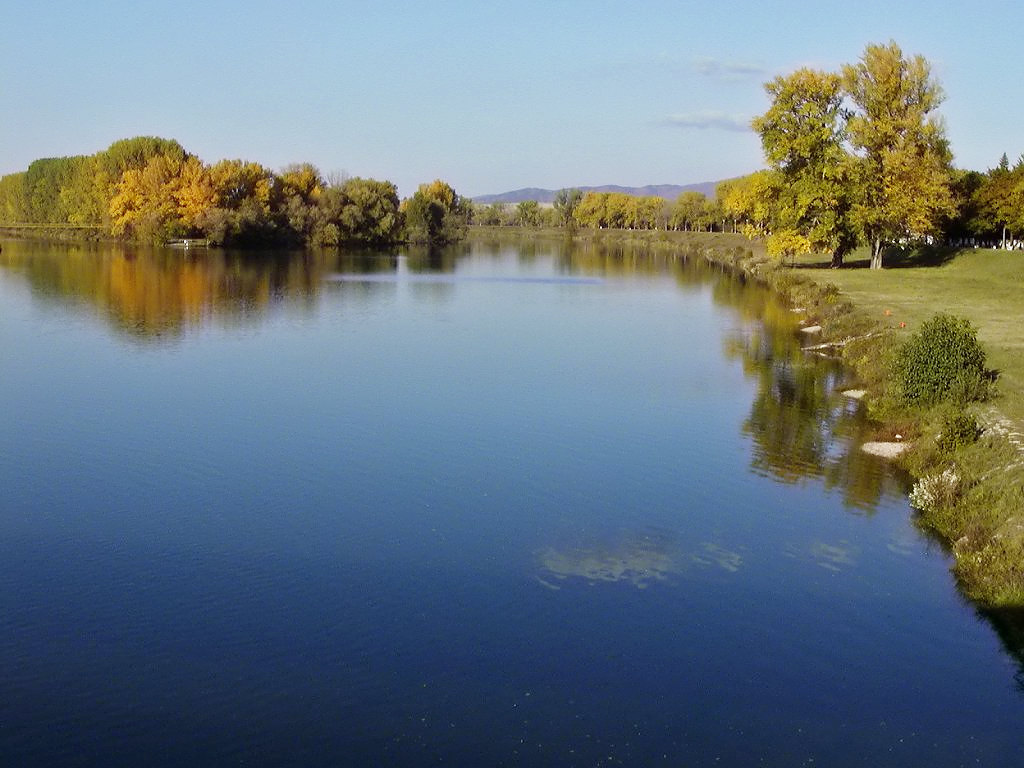
피에슈탸니 인근을 흐르는 바흐강의 모습

바흐강(슬로바키아어: Váh, 독일어: Waag, 헝가리어: Vág, 폴란드어: Wag)은 슬로바키아에서 가장 긴 강으로 길이는 406 km, 유역 면적은 15,075 km2, 평균 유속은 196 m3/s이며 도나우강 좌안에 위치한 지류이다.
바흐강의 지류는 크게 고타트리산맥에서 발원하는 비엘리바흐강[Biely Váh, 백(白)바흐강], 저타트리산맥에서 발원하는 치에르니바흐강[Čierny Váh, 흑(黑)바흐강]으로 나뉜다. 슬로바키아 북부와 서부를 흐르며 코마르노에서 도나우강과 합류한다. 바흐강과 접한 주요 도시로는 립토우스키흐라도크, 립토우스키미쿨라시, 루좀베로크, 브루트키, 질리나, 비트차, 포바슈스카비스트리차, 푸호프, 일라바, 두브니차나트바홈, 넴쇼바, 트렌친, 노베메스토나트바홈, 피에슈탸니, 흘로호베츠, 세레티, 샬랴, 콜라로보, 코마르노 등이 있다.
바흐강에는 1930년대부터 제2차 세계 대전 이후까지 건설된 운하, 댐, 16개의 수력 발전소가 들어서 있다. 바흐강 주변에는 브라티슬라바-트렌친-포바슈스카비스트리차-질리나, 루좀베로크-포프라트를 연결하는 고속도로, 브라티슬라바-질리나-코시체를 연결하는 철도 노선이 지나간다.